# Chrysobothris apicalis
Chrysobothris apicalis es una especie de escarabajo del género Chrysobothris, familia Buprestidae. Fue descrita científicamente por Kerremans en 1900.